# 鲁永
鲁永（法語：Rouillon，法語發音：[ʁujɔ̃]）是法国萨尔特省的一个市镇，属于勒芒区。

## 地理
鲁永（48°0'27"N, 0°8'10"E）面积9.15 平方千米，位于法国卢瓦尔河地区大区萨尔特省，该省份为法国西北部内陆省份，北起顺时针与奥恩省、厄尔-卢瓦省、卢瓦-谢尔省、安德尔-卢瓦尔省、曼恩-卢瓦尔省和马耶讷省接壤，是法国大西部的入口，连接卢瓦尔河谷、布列塔尼和巴黎盆地。
与鲁永接壤的市镇（或旧市镇、城区）包括：特朗热、阿洛讷、勒芒、普吕耶勒谢蒂夫。

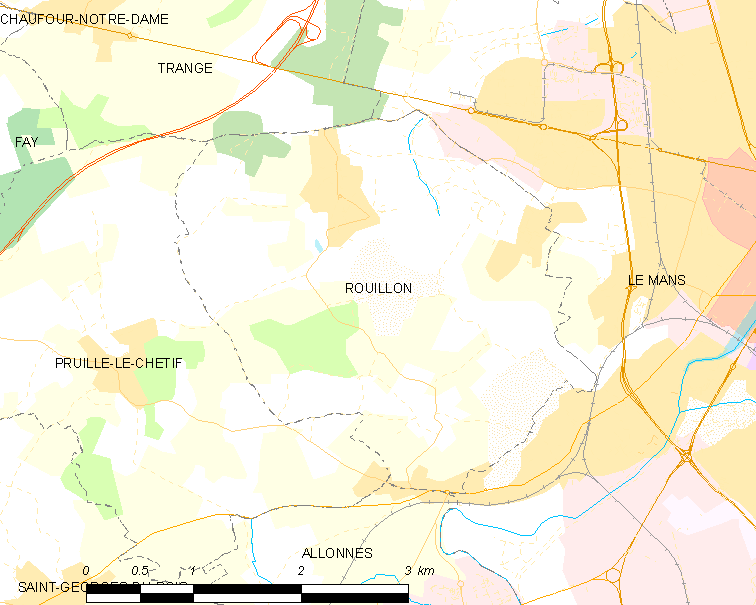
鲁永的OSM定位图

鲁永的时区为UTC+01:00、UTC+02:00（夏令时）。

## 行政
鲁永的邮政编码为72700，INSEE市镇编码为72257。

## 政治
鲁永所属的省级选区为勒芒第一县。

## 人口

1962-2008年间鲁永人口变化图示

鲁永于2022年1月1日时的人口数量为2352人。